# Красный Берег (Самарская область)
Кра́сный Бе́рег (чув. Хӗрлӗ Ҫыр) — деревня в Исаклинском районе Самарской области, входит в состав сельского поселения Исаклы. Основана во второй половине XVIII века.

## География
Деревня находится на левом берегу реки Сок, на расстоянии менее 4 км (по прямой) к востоку от села Исаклы, административного центра района.

### Часовой пояс
Деревня Красный Берег, как и вся Самарская область, находится в часовой зоне МСК+1. Смещение применяемого времени относительно UTC составляет +4:00.

## Население
| 2010 |
| ---- |
| 185  |

### Национальный состав
Согласно результатам переписи 2002 года, в национальной структуре населения чуваши составляли 72 % из 204 чел.